# Donzdorfer Sandstein

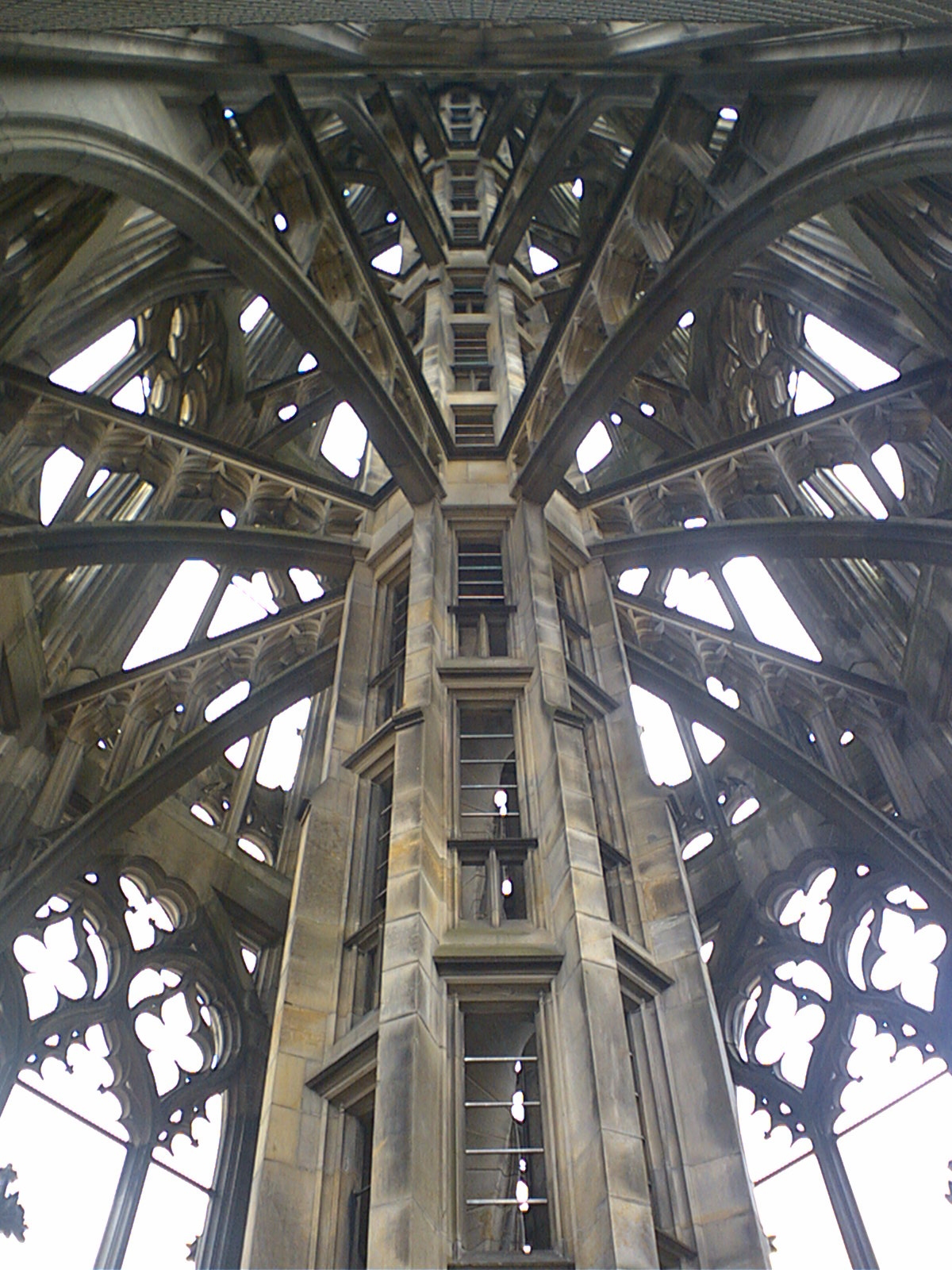
Das Ulmer Münster ist größtenteils aus Donzdorfer Sandstein erbaut. Hier ein Blick ins Oktogon des Turms, eine Meisterleistung des Steinmetzhandwerks

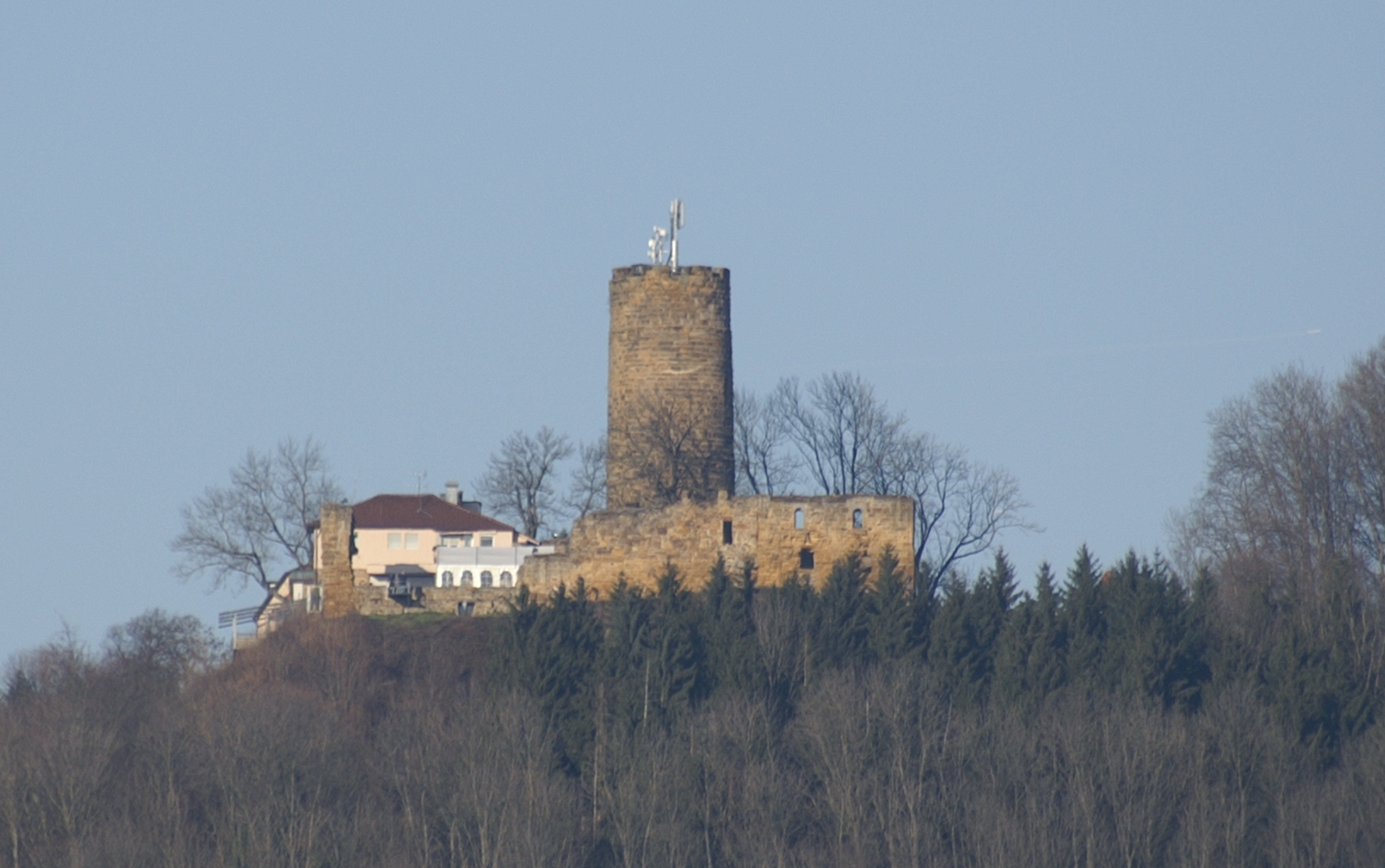
Burg Staufeneck

Der Donzdorfer Sandstein, auch Eisensandstein genannt, wurde in einem relativ großen Gebiet in zahlreichen Steinbrüchen um Donzdorf bei Stuttgart, Aalen und Lauchheim in Baden-Württemberg abgebaut. Er gehört der Eisensandstein-Formation des Süddeutschen Jura an. Die Eisensandstein-Formation wird in das Oberaalenium datiert.

## Gesteinsbeschreibung
Dieser Sandstein ist tonig-ferritisch gebunden, sehr feinkörnig und feinporig. Seine bräunlich-gelbliche Farbe wird durch Limonit hervorgerufen. Donzdorfer Sandstein ist stark eisenschüssig. Er zeigt häufig Liesegangsche Ringe und ist ohne Muster und sehr gleichförmig. Zum Teil treten feine Parallel- und Schrägschichtungen auf. Rippelmarken sind auf Bruchflächen mit dem Lager erkennbar.

## Mineralogie
Donzdorfer Sandstein besteht aus 88 Prozent Quarz, 8 Prozent Gesteinsbruchstücken und 4 Prozent Alkalifeldspat. Die Akzessorien sind Muskovit, Zirkon, Turmalin, Rutil, Granat und opake Mineralkörner. Die Korngröße beträgt im Mittel 0,09 Millimeter.

## Verwendung
Dieser Sandstein ist durch seine tonig-ferritische Bindung nur mäßig verwitterungsbeständig. Bei Exposition im Freien mehlt er ab, während die Liesegangschen Ringe der Verwitterung besser standhalten und aus dem Verwitterungsprofil hervortreten.
Dieser regional und kunsthistorisch wichtige Werkstein wurde vom 12. Jahrhundert bis zum Anfang des 20. Jahrhunderts in großem Umfang verwendet. Heute befindet sich dieser Sandstein nicht mehr im Abbau. Er wurde vor allem für Massivbauwerke (historische Kirchen, Burgen, Schlösser), Mauersteine, Brückenbauwerke, Fenster- und Türgewände sowie Treppen, Wegkreuze und Grabmale verwendet. Aufgrund seiner Feinkörnigkeit war dieser Sandstein besonders für die Steinbildhauerei und für filigrane Steinmetzarbeiten im gotischen und barocken Stil geeignet.
Bauwerke, die aus diesem Sandstein gebaut wurden, sind das Ulmer Münster, die Stadtkirche und das Alte Rathaus in Aalen, die Ruine Hohenrechberg und Burgruine Staufeneck und die Schlossbauwerke bei Donzdorf.

## Einzelnachweis
1. ↑  Grimm: Denkmalatlas wichtiger Denkmalgesteine. Gestein Nr. 116 (siehe Literatur)